# Grande Prêmio da Áustria de 2016
Grande Prêmio da Áustria de 2016 (formalmente denominado Formula 1 Grosser Preis Von Österreich 2016) foi a nona etapa da temporada de 2016 da Fórmula 1, disputado no dia 3 de julho de 2016 no Red Bull Ring, em Spielberg, Áustria.

## Relatório

### Antecedentes
Punição de Sebastian Vettel
Sebastian Vettel perderá cinco posições no grid de largada do GP da Áustria deste domingo. O piloto da Ferrari recebeu uma punição automática, após a equipe decidir trocar o câmbio do carro dele antes dos treinos livres desta sexta-feira. A peça não havia apresentado problemas na última corrida, em Baku, onde Vettel chegou em segundo, atrás apenas do compatriota Nico Rosberg, da Mercedes. No entanto, uma análise pós-corrida apontou alto potencial para falha no equipamento. Como o circuito de Spielberg possui diversos pontos de ultrapassagem, Vettel e Ferrari decidiram, cientes da punição, antecipar a troca da caixa de marcha por precaução. Segundo o regulamento, o piloto precisa usar o mesmo câmbio por seis eventos seguidos, caso contrário receberá a penalização de cinco posições no grid. A exceção vale para pilotos que não largaram ou não completaram a prova.
Nova versão de Halo da Ferrari
Prevendo a adoção do Halo para a temporada 2017, a Ferrari desenvolveu um segundo modelo da peça que foi exibida pela primeira vez em Barcelona, na pré-temporada. Apelidado de Halo 2.0, o novo dispositivo - mais leve, com o arco mais alto e a estrutura frontal mais fina, provavelmente para melhorar a visibilidade do piloto. Mesmo sem dar certeza se testará o dispositivo na pista, nesta sexta-feira, a escuderia italiana realizou um teste de extração do piloto do carro em caso de acidente. O procedimento, conduzido pela equipe médica e sob os olhares de fiscais da FIA (Federação Internacional de Automobilismo), levou cerca de 10 minutos, de acordo com a jornalista espanhola Silvia Moreno.
Investimento da Sauber
Afundada em dívidas, a Sauber parece começar a ver uma luz no fim do túnel. A equipe vinha sofrendo para pagar os salários dos seus funcionários desde janeiro deste ano, mas, pela primeira vez, neste mês de junho, quitou os vencimentos em dia, de acordo com a revista britânica “Autosport”. Ao que tudo indica, o staff da equipe suíça foi informado de que uma solução permanente foi encontrada, aumentando o otimismo do time. A chefe do time, Monisha Kaltenborn, não compareceu a diversos GPs a procura de investidores que se interessassem em salvar a Sauber da falência, garantindo o futuro do time na F1. Acredita-se que um investidor foi achado, e que possivelmente a escuderia deve mudar de dono. Ainda que o negócio seja concluído, Monisha deve permanecer no cargo atual.

### Treino Classificatório
Q1
O Q1 foi marcado pela batida de Daniil Kvyat a menos de 2 minutos do fim. O russo atacou demais as altas zebras da entrada da reta principal, o que provocou a quebra da suspensão traseira da STR. Sem controle do carro, Kvyat cruzou um canteiro na parte interna da curva 9, chegou a tocar perigosamente no guard rail localizado na entrada dos boxes e foi parar na proteção de pneus após a área de escape. Como Kvyat possuía apenas o 20º tempo, a batida selou seu destino na atividade. As traiçoeiras zebras do circuito já haviam feito uma vítima mais cedo: Sergio Pérez, da Force India, que também sofreu uma quebra de suspensão. O mexicano, porém, avançou com o 13º tempo.
A sessão foi interrompida com bandeira vermelha durante 16 minutos para a retirada do carro de Kvyat e a reparação da barreira de pneus. Após o reinício, diversos pilotos correram para a pista para tentar abrir volta nos dois minutos restantes. Logo que saiu dos boxes, Carlos Sainz Jr. viu o motor de sua STR estourar e precisou encostar na grama. Ele, porém, possuía o 11º tempo e mesmo assim se classificou para a segunda parte da sessão.
Kevin Magnussen, Jolyon Palmer, Rio Haryanto, Marcus Ericsson e Felipe Nasr, que estavam na zona de corte, não conseguiram melhorar seus respectivos tempos e acabaram eliminados juntamente com Kvyat. Os melhores tempos ficaram por conta de Nico Rosberg (1m06s516) e Sebastian Vettel (1m06s761), curiosamente os dois que carregavam a punição de cinco posições no grid de largada. Felipe Massa avançou tranquilamente, em oitavo. Destaque para Pascal Wehrlein que colocou a Manor pela primeira vez no Q2. E avançando com a expressiva 10ª posição.
Q2
A meteorologia apontou risco de chuva para a segunda parte da classificação. Com isso, os pilotos se apressaram para ir para a pista logo nos primeiros minutos para garantirem bons tempos com a pista seca. E a previsão se concretizou a três minutos do fim do Q2. Pior para Esteban Gutiérrez, Pascal Wehrlein, Romain Grosjean e Fernando Alonso, que não estavam na zona de eliminação nesse momento e não tiveram mais chances de melhorarem suas marcas visando uma vaga na superpole. Vale lembrar que Sainz e Pérez, por terem quebrado no Q1, não voltaram para a pista e também foram eliminados. O melhor tempo, dessa vez, ficou com Hamilton (1m06s228), seguido por Rosberg, Vettel, Ricciardo e Verstappen. Massa avançou novamente em oitavo. Destaque para Button, que levou a McLaren ao Q3.
Q3
A superpole começou sob forte chuva. Por causa da pista molhada, todos deixaram os boxes com pneus intermediários (faixa verde). Vettel foi o primeiro a anotar tempo, 1m20s798. Hamilton e Ricciardo vieram logo a seguir. Conforme um trilho ia se criando no traçado, os pilotos iam melhorando suas marcas. Raikkonen, Hamilton, Rosberg, Ricciardo e Hulkenberg se revezaram na ponta. A cinco minutos do fim, o inglês da Mercedes anotou 1m16s232 e se tornou o cara a ser batido.
Foi quando os pilotos voltaram para os boxes e colocaram pneus para a pista seca. De ultramacios, Hulkenberg fez 1m14s996 e pulou para a ponta. Logo a seguir, Felipe Massa baixou para 1m14s966 e subiu para primeiro, mas foi batido por Raikkonen, Hamilton e novamente Hulk.
Restava ainda mais uma volta para cada um. Em um final emocionante, todos melhoraram suas marcas. E quem levou a melhor foi Hamilton, com 1m07s922. Rosberg ficou com o segundo tempo, só que o piloto alemão recebeu a punição automática de cinco posições no grid de largada por causa da batida que provocou no 3º treino livre e largara na sétima posição e Hulkenberg ficou com a segunda posição. Sebastian Vettel ficou com quarto melhor tempo e perdera cinco posições do grid por trocar o câmbio e larga na nona posição, Button ficou com a terceira posição seguido por Raikkonen (4º), Ricciardo (5º), Bottas (6º), Verstappen (8º) e Massa (10º).

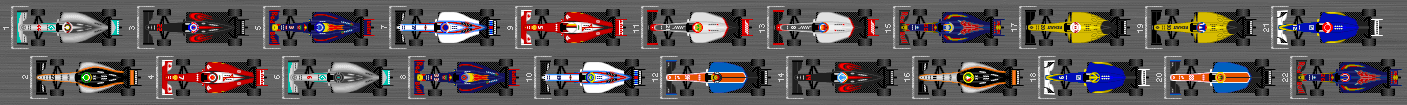
Grid de largada

### Corrida
Hamilton, enfim, conseguiu arrancar bem e manteve a liderança. O sonho de Hulk, segundo lugar no grid, durou poucos metros. O alemão da Force India foi engolido por Button e Raikkonen e fez a primeira curva em quarto. Massa largou dos boxes, junto com Kvyat.
Rosberg, que largara em sexto, ganhou a posição de Ricciardo e subiu para quinto. Vettel passou Bottas e assumiu a oitava colocação. Daniil Kvyat, que havia largado dos boxes e estava em último, abandonou.

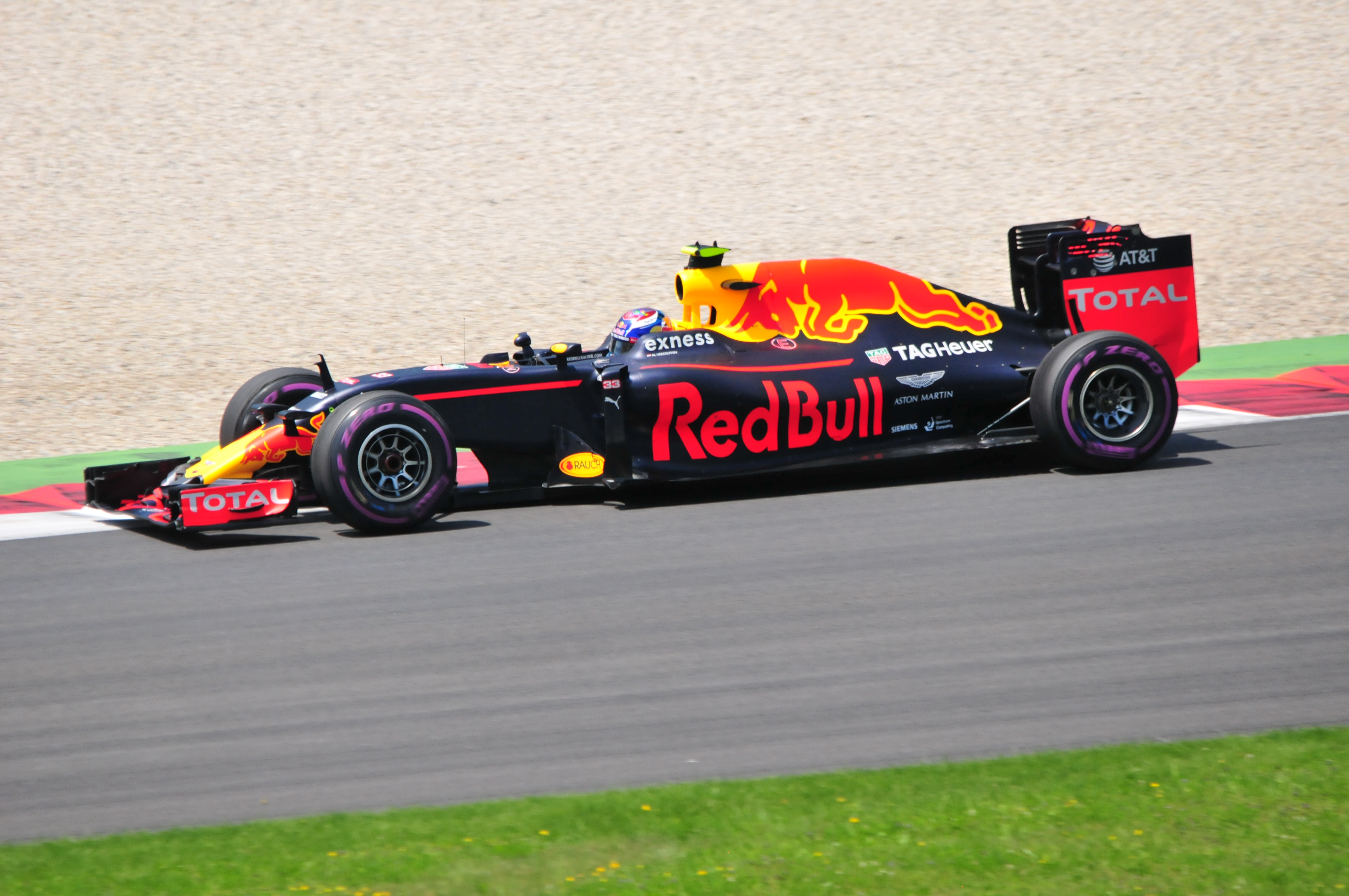
Max Verstappen terminou em segundo e foi o destaque da corrida.

Rosberg e Verstappen deixaram Hulkenberg para trás e assumem a quarta e quinta posições, respectivamente. Button sustentou bravamente a McLaren em segundo até ser superado por Raikkonen. Reagindo rápido na corrida, Rosberg também passou Button e assumiu o 3º lugar. A essa altura, Massa já havia ganhado algumas posições e aparecia em 17º. Nasr, por sua vez, era 19º. Hulkenberg abriu a primeira rodada de pit stops. Rosberg também fez uma parada cedo, e colocou pneus macios. Algumas gotas começaram a cair no circuito. Massa fez sua parada e retornou no fim do pelotão. Verstappen e Ricciardo também foram para os boxes e voltaram, respectivamente, em quinto e sexto, logo atrás de Rosberg. Hamilton, Raikkonen e Vettel decidiram se manter na pista para trocar direto para os pneus intermediários, caso a promessa de chuva se concretize. O trio, no entanto, começava a virar mais alto, por causa dos pneus desgastados. Enquanto isso, Rosberg voava baixo com pneus novos e se aproximava. Como a chuva não chegou, Hamilton, enfim, fez sua parada. Lenta, por sinal: os mecânicos tiveram dificuldades para fixar o pneu traseiro esquerdo. Na saída dos boxes, o britânico viu Rosberg passar e ganhar sua posição.
Raikkonen fez seu pit stop na volta seguinte. Com isso, Vettel, que ainda não havia feito sua parada ainda, assumiu a liderança provisória. Sem ter parado nos boxes ainda, Nasr entrou no top 10. Custou caro a estratégia de Vettel, líder da prova, de retardar ao máximo a parada nos boxes. O pneu traseiro direito estourou em plena reta e o alemão bateu e abandonou. O safety car foi imediatamente acionado. Button, Alonso, Grosjean e Pérez aproveitaram para ir para os boxes.
Com o abandono de Vettel, Rosberg assumiu a liderança, seguido por Hamilton, Verstappen, Ricciardo, Raikkonen e Bottas. Sem ter parado nos boxes, Nasr já aparecia em 7º. Massa, por sua vez, era o 12º. Rosberg manteve a ponta na relargada. Massa aproveitou e ganhou duas posições, subindo para 10º. Magnussen recebeu uma penalização de 5s, que pode ser cumprido no próximo pit stop, por fazer zigue-zague na frente de Werhlein no começo da corrida. Rapidamente, Rosberg colocou dois segundos de vantagem sobre Hamilton e voltou a ter folga na liderança. Com a limitada Sauber e de pneus desgastados, Nasr defendeu o 7º lugar com maestria por algumas voltas, mas acabou sendo ultrapassado por Button, de pneus novos
Na sequência foi a vez de Massa, o 10º, também mostrar habilidade para conter as investidas de Sergio Pérez. Nasr perdeu a posição para Grosjean e caiu para 9º. Em um duelo verde e amarelo, Massa ultrapassou Nasr e assumiu a 9ª colocação. Com pneus em frangalhos, o jovem da Sauber, enfim, decidiu ir para os boxes. Ele retornou em último.

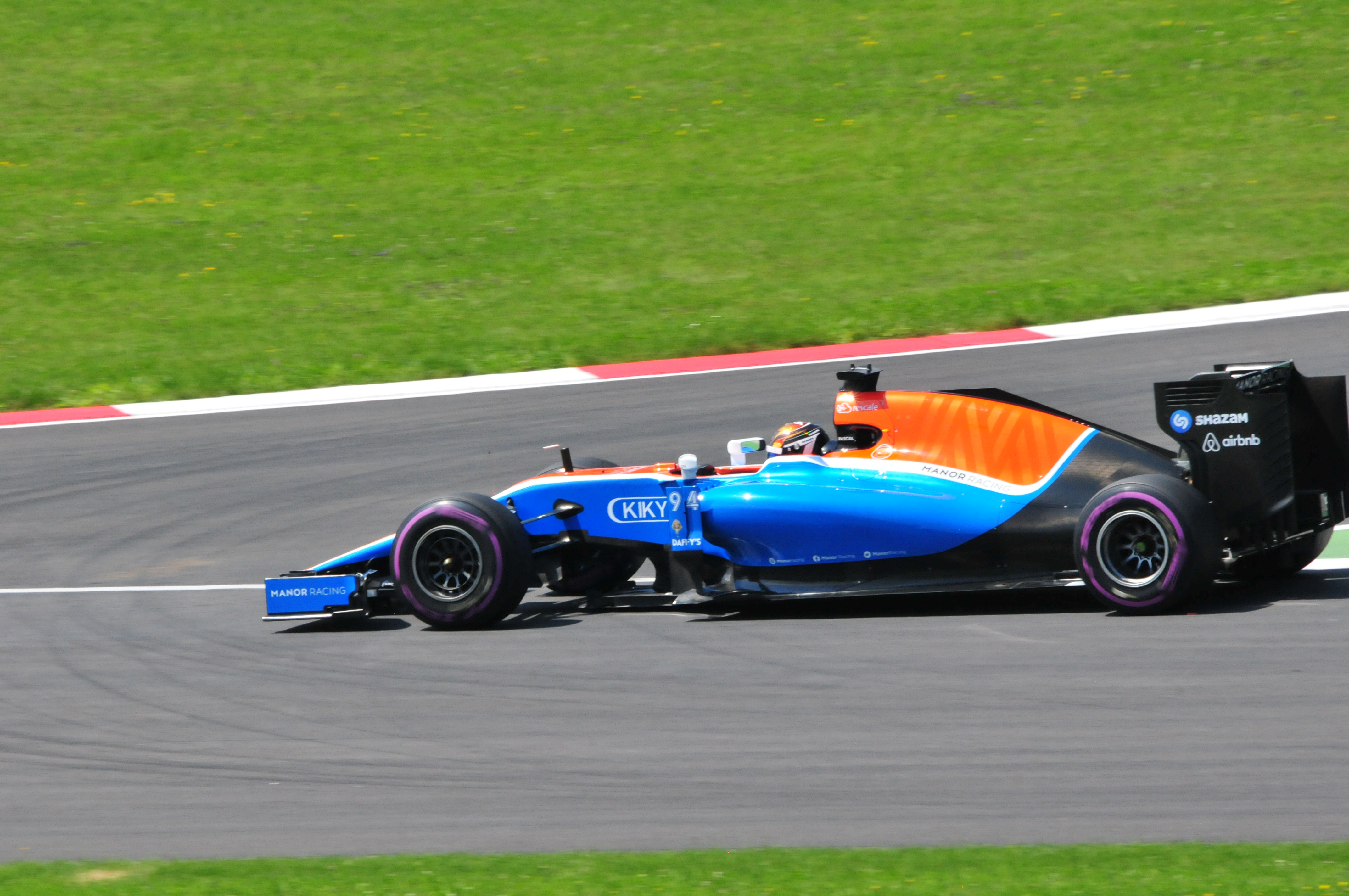
Pascal Wehrlein conquistou seus primeiros pontos da carreira na Fórmula 1 ao terminar em 10º.

Lá na frente, Hamilton começou a reduzir a desvantagem para o líder Rosberg. O alemão chegou a responder com uma volta mais rápida, mas logo depois deu uma escapada no fim da reta e perdeu tempo. A diferença caiu para pouco mais de 1s. Em segundo, Hamilton decidiu antecipar sua segunda parada e colocou pneus macios (faixa amarela) para ir até o fim da corrida. Novamente, porém, o britânico teve um pit stop lento. Rosberg fez seu pit stop logo na volta seguinte e optou por pneus supermacios (faixa vermelha). O alemão conseguiu voltar à frente do companheiro de Mercedes. A escolha diferente de pneus deixou Hamilton irritado , que questionou a equipe pelo rádio. Verstappen, com apenas uma parada, assumiu a liderança provisória. Enquanto isso, Raikkonen tomava o 4º lugar de Ricciardo. Massa fez outra parada, colocou pneus supermacios, e retornou em 14º. Lá atrás, Nasr galgava algumas posições e aparecia em 15º. Rosberg e Hamilton rapidamente chegaram no líder Verstappen. O alemão teve certo trabalho, mas conseguiu se livrar do holandês mais rapidamente que Hamilton, retomou a liderança e abriu vantagem.  Ricciardo fez seu segundo pit stop e voltou em sexto, atrás de Button. Hamilton, enfim, conseguiu ultrapassar Verstappen e assumiu o segundo lugar. Fora da zona de pontos, Massa recolheu para a garagem quando encontrava-se em 14º e deixou a prova.
Ricciardo deixou Button para trás e retomou a 5ª posição. Enquanto isso, Alonso e Hulkenberg abandonavam a corrida.  Com a faca nos dentes, Hamilton começou a imprimir um ritmo alucinante e rapidamente colou em Rosberg.  A vantagem, que era de quase 2s, virou pó em poucas voltas. A última volta prometia ser emocionante. Hamilton colocou por fora de Rosberg na curva 2. O alemão não quis deixar barato, espalhou e ambos se tocaram. O inglês saiu da pista e retornou mergulhando à frente do companheiro e tomou a ponta. Nico quebrou a asa dianteira, que prendeu embaixo do carro. Enquanto Hamilton partia para uma vitória improvável, Rosberg se arrastava para cruzar em quarto, atrás de Verstappen e Raikkonen.

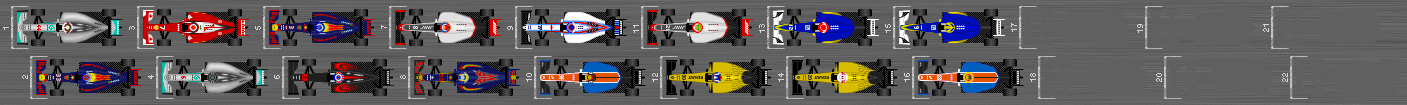
Resultado da Corrida

## Pneus
| Nome do Composto | Cor | Banda de Rolamento | Condições de Condução | Dry Type                           | Aderência      | Longevidade   |
| ---------------- | --- | ------------------ | --------------------- | ---------------------------------- | -------------- | ------------- |
| Ultra Macio      |     | Slick (P Zero)     | Seco                  | Ultrasoft                          | Mais Aderência | Menos Durável |
| Super Macio      |     | Slick (P Zero)     | Seco                  | Supersoft                          | Mais aderência | Menos durável |
| Macio            |     | Slick (P Zero)     | Seco                  | Soft                               | Médio          | Médio         |
| Intermediário    |     | Sulcos (Cinturato) | Molhado               | Intermediate (água não estagnante) | —              | —             |
| Chuva            |     | Sulcos (Cinturato) | Molhado               | Wet (água estagnante)              | —              | —             |

## Resultados

### Treino Classificatório
| Pos.                     | Nº | Piloto            | Construtor           | Q1       | Q2       | Q3       | Grid |
| ------------------------ | -- | ----------------- | -------------------- | -------- | -------- | -------- | ---- |
| 1                        | 44 | Lewis Hamilton    | Mercedes             | 1:06.947 | 1:06.228 | 1:07.922 | 1    |
| 2                        | 6  | Nico Rosberg      | Mercedes             | 1:06.516 | 1:06.403 | 1:08.465 | 7 2  |
| 3                        | 27 | Nico Hulkenberg   | Force India-Mercedes | 1:07.385 | 1:07.257 | 1:09.285 | 2    |
| 4                        | 5  | Sebastian Vettel  | Ferrari              | 1:06.761 | 1:06.602 | 1:09.781 | 9 1  |
| 5                        | 22 | Jenson Button     | McLaren-Honda        | 1:07.653 | 1:07.572 | 1:09.900 | 3    |
| 6                        | 7  | Kimi Räikkönen    | Ferrari              | 1:07.240 | 1:06.940 | 1:09.901 | 4    |
| 7                        | 3  | Daniel Ricciardo  | Red Bull-TAG Heuer   | 1:07.500 | 1:06.840 | 1:09.980 | 5    |
| 8                        | 77 | Valtteri Bottas   | Williams-Mercedes    | 1:07.148 | 1:06.911 | 1:10.440 | 6    |
| 9                        | 33 | Max Verstappen    | Red Bull-TAG Heuer   | 1:07.131 | 1:06.866 | 1:11.153 | 8    |
| 10                       | 19 | Felipe Massa      | Williams-Mercedes    | 1:07.419 | 1:07.145 | 1:11.977 | PL 4 |
| 11                       | 21 | Esteban Gutierrez | Haas-Ferrari         | 1:07.660 | 1:07.578 | —        | 11   |
| 12                       | 94 | Pascal Wehrlein   | MRT-Mercedes         | 1:07.565 | 1:07.700 | —        | 12   |
| 13                       | 8  | Romain Grosjean   | Haas-Ferrari         | 1:07.662 | 1:07.850 | —        | 13   |
| 14                       | 14 | Fernando Alonso   | McLaren-Honda        | 1:07.671 | 1:08.154 | —        | 14   |
| 15                       | 55 | Carlos Sainz Jr.  | Toro Rosso-Ferrari   | 1:07.618 | S/Tempo  | —        | 15   |
| 16                       | 11 | Sergio Perez      | Force India-Mercedes | 1:07.657 | S/Tempo  | —        | 16   |
| 17                       | 20 | Kevin Magnussen   | Renault              | 1:07.941 | —        | —        | 17   |
| 18                       | 30 | Jolyon Palmer     | Renault              | 1:07.965 | —        | —        | 19 3 |
| 19                       | 88 | Rio Haryanto      | MRT-Mercedes         | 1:08.026 | —        | —        | 20 3 |
| 20                       | 26 | Daniil Kvyat      | Toro Rosso-Ferrari   | 1:08.409 | —        | —        | PL 4 |
| 21                       | 9  | Marcus Ericsson   | Sauber-Ferrari       | 1:08.418 | —        | —        | 18   |
| 22                       | 12 | Felipe Nasr       | Sauber-Ferrari       | 1:08.446 | —        | —        | 21 3 |
| Tempo dos 107%: 1:11.172 |    |                   |                      |          |          |          |      |
| Fonte:                   |    |                   |                      |          |          |          |      |

Notas
↑1  - Sebastian Vettel (Ferrari) perdera cinco posições no grid por conta de uma troca de câmbio.
↑2  - Nico Rosberg (Mercedes) perdera cinco posições no grid por conta de uma troca de câmbio.
↑3  - Jolyon Palmer (Renault), Rio Haryanto (MRT) e Felipe Nasr (Sauber) perderam três posições do grid por ignorar a bandeira amarela.
↑4  - Daniil Kvyat (Toro Rosso) e Felipe Massa (Williams) largaram nos boxes. 

### Corrida
| Pos.   | Nu. | Piloto            | Construtor           | Voltas | Tempo/Retirado | Grid | Pontos |
| ------ | --- | ----------------- | -------------------- | ------ | -------------- | ---- | ------ |
| 1      | 44  | Lewis Hamilton    | Mercedes             | 71     | 1:27:38.107    | 1    | 25     |
| 2      | 33  | Max Verstappen    | Red Bull-TAG Heuer   | 71     | +5.719         | 8    | 18     |
| 3      | 7   | Kimi Räikkönen    | Ferrari              | 71     | +6.024         | 4    | 15     |
| 4      | 6   | Nico Rosberg      | Mercedes             | 71     | +26.710 5      | 6    | 12     |
| 5      | 3   | Daniel Ricciardo  | Red Bull-TAG Heuer   | 71     | +30.891        | 5    | 10     |
| 6      | 22  | Jenson Button     | McLaren-Honda        | 71     | +37.706        | 3    | 8      |
| 7      | 8   | Romain Grosjean   | Haas-Ferrari         | 71     | +44.668 6      | 13   | 6      |
| 8      | 55  | Carlos Sainz Jr.  | Toro Rosso-Ferrari   | 71     | +47.400        | 15   | 4      |
| 9      | 77  | Valtteri Bottas   | Williams-Mercedes    | 70     | +1 Volta       | 7    | 2      |
| 10     | 94  | Pascal Wehrlein   | MRT-Mercedes         | 70     | +1 Volta       | 12   | 1      |
| 11     | 21  | Esteban Gutiérrez | Haas-Ferrari         | 70     | +1 Volta       | 11   |        |
| 12     | 30  | Jolyon Palmer     | Renault              | 70     | +1 Volta       | 19   |        |
| 13     | 12  | Felipe Nasr       | Sauber-Ferrari       | 70     | +1 Volta       | 21   |        |
| 14     | 20  | Kevin Magnussen   | Renault              | 70     | +1 Volta       | 17   |        |
| 15     | 9   | Marcus Ericsson   | Sauber-Ferrari       | 70     | +1 Volta       | 18   |        |
| 16     | 88  | Rio Haryanto      | MRT-Mercedes         | 70     | +1 Volta       | 20   |        |
| 17 7   | 11  | Sergio Pérez      | Force India-Mercedes | 69     | Freios         | 16   |        |
| 18 7   | 14  | Fernando Alonso   | McLaren-Honda        | 64     | ERS            | 14   |        |
| 19 7   | 27  | Nico Hülkenberg   | Force India-Mercedes | 64     | Freios         | 2    |        |
| 20 7   | 19  | Felipe Massa      | Williams-Mercedes    | 63     | Freios         | PL   |        |
| Ret    | 5   | Sebastian Vettel  | Ferrari              | 26     | Pneu           | 9    |        |
| Ret    | 26  | Daniil Kvyat      | Toro Rosso-Ferrari   | 2      | Mecânico       | PL   |        |
| Fonte: |     |                   |                      |        |                |      |        |

Notas
- ↑5  - Nico Rosberg (Mercedes) recebeu 10 segundos de penalidade de tempo por causar uma colisão com Lewis Hamilton.[18]

- ↑6  - Romain Grosjean (Haas) recebeu 5 segundos de penalidade de tempo por excesso de velocidade no pit lane.

- ↑7  - Sergio Pérez (Force India), Fernando Alonso (McLaren), Nico Hülkenberg (Force India) e Felipe Massa (Williams) obtiveram classificação pois completaram mais de 90% da corrida.

## Curiosidade
- Pascal Wehrlein conquista seus primeiros pontos da carreira na Fórmula 1.
- Primeiro e único ponto da Manor Racing.

## Tabela do campeonato após a corrida
Somente as cinco primeiras posições estão incluídas nas tabelas.
| Pos | Piloto           | Pontos | Var |
| --- | ---------------- | ------ | --- |
| 1   | Nico Rosberg     | 153    | 0   |
| 2   | Lewis Hamilton   | 142    | 0   |
| 3   | Sebastian Vettel | 96     | 0   |
| 4   | Kimi Raikkonen   | 96     | 0   |
| 5   | Daniel Ricciardo | 88     | 0   |

| Pos | Construtor           | Pontos | Var |
| --- | -------------------- | ------ | --- |
| 1   | Mercedes             | 295    | 0   |
| 2   | Ferrari              | 192    | 0   |
| 3   | Red Bull-TAG Heuer   | 168    | 0   |
| 4   | Williams-Mercedes    | 91     | 0   |
| 5   | Force India-Mercedes | 59     | 0   |